# Scara de duritate Mohs
Scara de duritate Mohs permite evaluarea durității relative a unor materiale, cu precădere a nemetalelor. Ea se bazează pe capacitatea unui material de a fi zgâriat sau de a zgâria alt material. A fost inventată în anul 1812 de către mineralogul german Friedrich Mohs (1773-1839).
Este o scară relativă, ordinală, care nu permite aprecierea precisă a diferenței de duritate între două materiale. La baza ei stau 8 minerale:
| Scara de duritate Mohs | Mineral etalon | Duritate absolută | Duritate la căldură | Prelucrare                                 | Alte minerale cu duritate asemănătoare |
| ---------------------- | -------------- | ----------------- | ------------------- | ------------------------------------------ | -------------------------------------- |
| 1                      | Talc           | 1,3               | 40 grade            | se zgârie cu unghia                        | Bronz                                  |
| 2                      | Gips           | 3,6               | 50 grade            | se zgârie cu unghia                        | Halit, Clorit                          |
| 3                      | Calcit         | 8,4               | 60 grade            | se zgârie cu o monedă din bronz            | Biotit, Aur, Argint                    |
| 4                      | Fluorină       | 25,5              | 70 grade            | se zgârie cu cuțitul, cu sticla            | Dolomit, Blendă                        |
| 5                      | Apatit         | 50                | 80 grade            | se zgârie cu cuțitul, cu sticla            | Hematit, Lapis lazuli                  |
| 6                      | Ortoclaz       | 62,8              | 90 grade            | se zgârie cu pila de oțel                  | Opal, Rutil                            |
| 7                      | Cuarț          | 72,2              | 100 grade           | se prelucrează cu diamantul, zgârie sticla | Granat, Turmalină, Agat                |
| 8                      | Topaz          | 95,7              | 120 grade           | se prelucrează cu diamantul, zgârie sticla | Beril, Spinel                          |
| 9                      | Corindon       | 10,5              | 200 grade           |                                            |                                        |
| 10                     | Diamant        | 120,6             | 500 grade           |                                            |                                        |

Dacă un material oarecare poate să zgârie de exemplu fluorina, dar nu și apatitul, duritatea sa pe scara Mohs este între 4 și 5 (convențional 4,5). De exemplu, duritatea unei unghii umane este de 2,5. Aurul și argintul în stare pură au duritatea între 2,5 și 3. Monedele de cupru au duritatea 3, lamele de cuțit - 5,5, sticla 6-7 etc.